# Olympische Winterspiele 1948/Teilnehmer (Ungarn)
| Gelbes Symbol für Goldmedaillen mit stilisierten Olympischen Ringen | Graues Symbol für Silbermedaillen mit stilisierten Olympischen Ringen | Braundes Symbol für Bronzemedaillen mit stilisierten Olympischen Ringen |
| ------------------------------------------------------------------- | --------------------------------------------------------------------- | ----------------------------------------------------------------------- |
| —                                                                   | 1                                                                     | —                                                                       |

Ungarn nahm an den V. Olympischen Winterspielen 1948 in St. Moritz mit einer Delegation von 22 Athleten, davon fünf Frauen, teil.
| Männliche Teilnehmer aus Ungarn | Männliche Teilnehmer aus Ungarn | Männliche Teilnehmer aus Ungarn | Männliche Teilnehmer aus Ungarn | Männliche Teilnehmer aus Ungarn |
| Sportart                        | Sportler                        | Disziplin                       | Platz                           | Bemerkung                       |
| ------------------------------- | ------------------------------- | ------------------------------- | ------------------------------- | ------------------------------- |
| Eiskunstlauf                    | Ede Király                      | Herren                          | 5                               |                                 |
| Eiskunstlauf                    | Ede Király                      | Paarlauf                        | Silber                          | zusammen mit Andrea Kékesy      |
| Eiskunstlauf                    | László Nagy                     | Paarlauf                        | 7                               | zusammen mit Marianna Nagy      |
| Eisschnelllauf                  | Ákos Elekfy                     | 500 m                           | 34                              |                                 |
| Eisschnelllauf                  | Ákos Elekfy                     | 5000 m                          | 29                              |                                 |
| Eisschnelllauf                  | János Kilián                    | 500 m                           | 14                              |                                 |
| Eisschnelllauf                  | János Kilián                    | 1500 m                          | 15                              |                                 |
| Eisschnelllauf                  | János Kilián                    | 10.000 m                        | 16                              |                                 |
| Eisschnelllauf                  | Gedeon Ladányi                  | 1500 m                          | 39                              |                                 |
| Eisschnelllauf                  | Gedeon Ladányi                  | 5000 m                          | 35                              |                                 |
| Eisschnelllauf                  | Kornél Pajor                    | 500 m                           | 21                              |                                 |
| Eisschnelllauf                  | Kornél Pajor                    | 1500 m                          | 14                              |                                 |
| Eisschnelllauf                  | Kornél Pajor                    | 5000 m                          | 10                              |                                 |
| Eisschnelllauf                  | Kornél Pajor                    | 10.000 m                        | 4                               |                                 |
| Eisschnelllauf                  | Iván Ruttkay                    | 500 m                           | 37                              |                                 |
| Eisschnelllauf                  | Iván Ruttkay                    | 1500 m                          | 10                              |                                 |
| Eisschnelllauf                  | Iván Ruttkay                    | 5000 m                          | 13                              |                                 |
| Eisschnelllauf                  | Iván Ruttkay                    | 10.000 m                        | 15                              |                                 |
| Ski Alpin                       | Károly Kővári                   | Abfahrt                         | 65                              |                                 |
| Ski Alpin                       | Károly Kővári                   | Kombination                     | 46                              |                                 |
| Ski Alpin                       | György Libik                    | Abfahrt                         | 77                              |                                 |
| Ski Alpin                       | György Libik                    | Kombination                     | dq                              |                                 |
| Ski Alpin                       | Lajos Máté                      | Abfahrt                         | 84                              |                                 |
| Ski Alpin                       | Lajos Máté                      | Kombination                     | 66                              |                                 |
| Ski Alpin                       | Lajos Máté                      | Slalom                          | 48                              |                                 |
| Ski Alpin                       | Sándor Mazány                   | Abfahrt                         | 49                              |                                 |
| Ski Alpin                       | Tamás Skékely                   | Abfahrt                         | 52                              |                                 |
| Ski Alpin                       | Tamás Skékely                   | Kombination                     | 35                              |                                 |
| Ski Alpin                       | Tamás Skékely                   | Slalom                          | 35                              |                                 |
| Ski Alpin                       | Péter Szikla                    | Abfahrt                         | 48                              |                                 |
| Ski Alpin                       | Péter Szikla                    | Kombination                     | 30                              |                                 |
| Ski Alpin                       | Péter Szikla                    | Slalom                          | 25                              |                                 |
| Ski Nordisch                    | Imre Beták                      | 18-km-Langlauf                  | 57                              |                                 |
| Ski Nordisch                    | András Harangvölgyi             | 18-km-Langlauf                  | 49                              |                                 |
| Ski Nordisch                    | Ferenc Hemrik                   | Spezialsprunglauf               | 34                              |                                 |
| Ski Nordisch                    | Pál Ványa                       | Spezialsprunglauf               | dnf                             |                                 |

| Weibliche Teilnehmer aus Ungarn | Weibliche Teilnehmer aus Ungarn | Weibliche Teilnehmer aus Ungarn | Weibliche Teilnehmer aus Ungarn | Weibliche Teilnehmer aus Ungarn |
| Sportart                        | Sportler                        | Disziplin                       | Platz                           | Bemerkung                       |
| ------------------------------- | ------------------------------- | ------------------------------- | ------------------------------- | ------------------------------- |
| Eiskunstlauf                    | Andrea Kékesy                   | Paarlauf                        | Silber                          | zusammen mit Ede Király         |
| Eiskunstlauf                    | Éva Ladányiné Saáry             | Damen                           | 21                              |                                 |
| Eiskunstlauf                    | Marianna Nagy                   | Paarlauf                        | 7                               | zusammen mit László Nagy        |
| Eiskunstlauf                    | Mária Saáry                     | Damen                           | 17                              |                                 |
| Ski Alpin                       | Anikó Iglóiné Eleőd             | Abfahrt                         | 36                              |                                 |
| Ski Alpin                       | Anikó Iglóiné Eleőd             | Slalom                          | 22                              |                                 |
| Ski Alpin                       | Anikó Iglóiné Eleőd             | Kombination                     | dnf                             |                                 |